# Ґятт
Ґятт або Гятт (англійською Gyatt або Gyat) — це термін з афроамериканської народної англійської мови, який спочатку використовувався у вигуку, наприклад «gyatt damn». У 2020-х роках слово пережило семантичний зсув і отримало додаткове значення «особа, як правило, жінка, з великими і привабливими сідницями, іноді фігурою у вигляді пісочного годинника».
З дещо різними визначеннями Ґятт отримав вірусність в соціальній мережі TikTok у 2022 році, частково через його часте використання різними онлайн-стримерами. Це стало інтернет-мемом, особливо використовуваним і популяризованим поколінням Альфа.

## Етимологія
За словами американського лінгвіста Джона Мак-Вортера, термін "розвинувся з вислову «goddamn» (український переклад, «Чорт забирай»). За словами Келлі Елізабет Райт, наукового співробітника з лінгвістичних наук Політехнічного університету Вірджинії, походження Ґятт вважається чорношкірим південним, ямайським, серед інших спільнот африканської діаспори. Цей термін пояснюється корінням афроамериканської народної англійської мови.

### Семантичний зсув у 2022 році

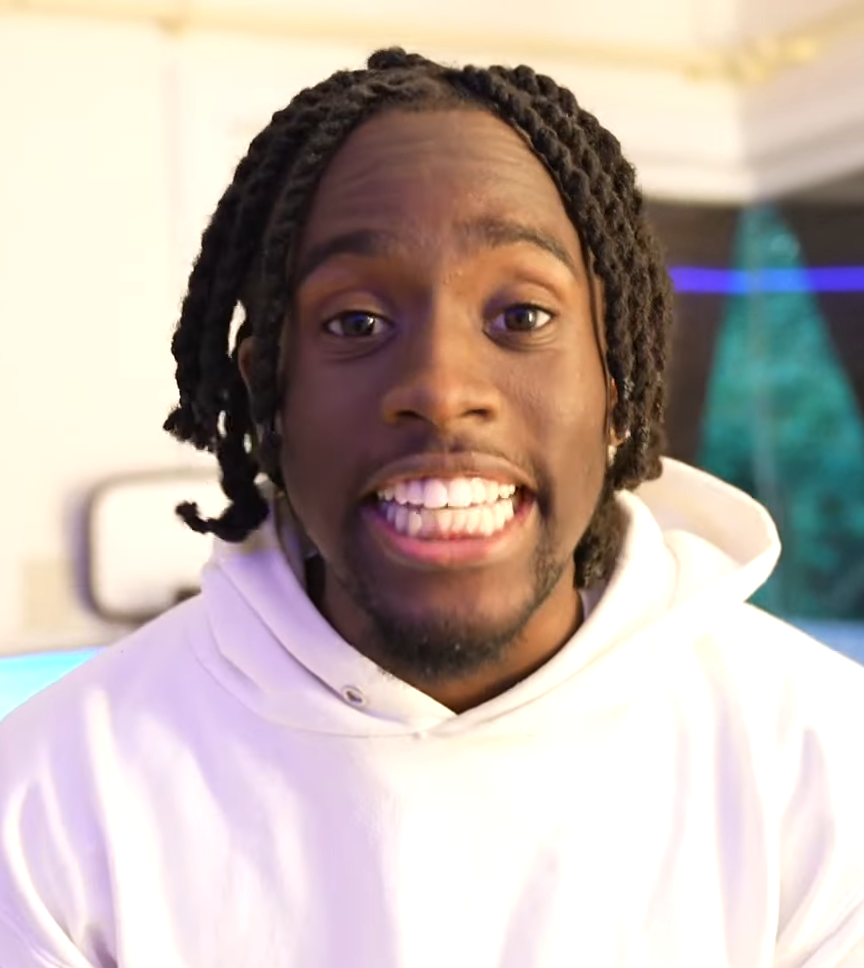
Кай Сінат, який, зокрема, популяризував слово Гятт

Сучасне значення терміна Ґятт придумав онлайн-стример YourRAGE, який використовував його для опису фізично привабливої жінки, і його популяризував Кай Сінат, американський стример на Twitch.
|             | Раніше всі говорили «goddamn» або «golly», але я сказав це дивно. Я б завжди говорив «ґятт», я б ніколи не говорив «goddamn». Чат зрозумів це, і щоб висміяти мене, у 2020 році вони почали друкувати «г'ятт», щоб познущатися з мене. |
| — YourRAGE, | |

2 жовтня 2023 року обліковий запис TikTok під логіном @ovp.9 опублікував коротке відео персонажа з онлайн-відеогри Fortnite, який «співає» під музичну пародію на пісню «ecstacy» 2021 року від Suicidal-Idol. Пародія містить кілька термінів інтернет-культури, зокрема Skibidi Toilet і Різз. За даними The New York Times, пародію називають «ключем» до популяризації Ґятт.
Були створені бекроніми для цього терміна, як-от «Girl Your Ass Is Thick», «Girl You Ate That», «Get Your Act Together», серед інших.

## Використання
Згідно з Legit.ng, цей термін зазвичай використовують «хлопці, коли вони бачать дівчину, зазвичай із пишною статурою», і також може використовуватися для позначення ентузіазму чи хвилювання.
Ґятт характеризується в засобах масової інформації як термін, який використовується як поколінням Альфа, так і поколінням Z. Однак деякі представники покоління Z заявили, що вони не відносять цей термін до своєї когорти. Згідно з The Today Show, цей термін використовується усно та на платформах обміну повідомленнями, такими як Discord, TikTok, Twitch, Instagram і YouTube.

## Прийом і вплив
Ґятт був описаний як один із ранніх сленгових термінів, переважно популяризованих поколінням Альфа: згідно з New York Post, коментарі до вірусного відео TikTok про цей термін «вважали, що покоління Z не має зв'язку з поточним жаргоном». Поряд із віднесенням до покоління Альфа, Ґятт був цікавий для цифрових маркетологів з огляду на зростаюче споживче споживання когорти. Термін був номінований Американським діалектним товариством на звання «Слово року» 2023 року.